# Sceaux des Chevaliers du Temple
Le sceau templier possède les deux faces suivantes : sur l'une est représenté le dôme du Rocher (quelques opinions pencheraient plus pour une représentation du dôme circulaire de l'église du Saint-Sépulcre), et sur l'autre face on retrouve le symbole de l'ordre, à savoir deux chevaliers montant le même cheval. Cependant, chaque sceau de maître possède des caractéristiques qui lui sont propres.

Il y avait également un sceau de taille plus petite, avec une seule face représentant le dôme du Rocher (ou le dôme de l'église du Saint-Sépulcre).

Des mesures spéciales étaient prises afin d'en contrôler l'utilisation. Le sceau était conservé dans un compartiment qui nécessitait trois clés pour être ouvert. Le maître de l'Ordre lui-même possédait une clé, et deux des hauts dignitaires gardaient les deux autres. La fabrication d'un sceau était un processus long et difficile dans le sens où chaque sceau était unique et fait à la main.

## Origine
Les officiels des ordres religieux avaient leur propre sceau afin de valider les documents approuvés par l'ordre.
Ce sceau était en fait l'équivalent de la signature moderne. De plus, en un temps où la majorité de la population était analphabète, il garantissait l'authenticité du document sur lequel il était apposé. Il certifiait que la ou les personnes représentées par ce sceau avaient approuvé le contenu du document, même s'ils ne l'avaient pas signé de leur nom.
Les Templiers, comme tout autre possesseur de sceau, avaient besoin d'imager sur celui-ci quelque chose de positif et de fondamental représentant leur organisation.

### Répartition des sceaux de l'ordre du temple
Se référant à une bulle pontificale émise par le pape Innocent IV en 1251, il était monnaie courante que des maîtres provinciaux successifs utilisent le même sceau.
Quand la province de Provence et certaines parties de l'Espagne ont été divisées en deux, certains changements ont été faits. Le maître de Provence continua d'utiliser un sceau de l'Agnus Dei, mais le sceau du maître d'Aragon Guillaume de Cardona avait les caractéristiques suivantes : rond (29 mm de diamètre), fait de cire noire ou vert foncé, il représentait un chevalier à cheval, armé d'une lance et d'un bouclier, ce dernier arborant une croix portant l'inscription suivante : S. MINISTRI TEMPLI 1 ARAGON 7 CATALON ("Sceau du ministre du Temple en Aragon et Catalogne"). Cette forme de sceau a été également utilisée par les maîtres provinciaux d'Aragon suivants. Sigillum Xpisti ("Sceau du Christ").

## Thèmes d'inspirations des sceaux des templiers

### Dôme du RocheretAl Aqsa
- Évrard des Barrès
- Renaud de Vichiers

Autres sceaux:
- L'envers du sceau de Bertrand de Blanquefort en 1168[1].
- L'envers du sceau de Guillaume de Chartres en 1214 montre aussi le dôme du rocher. [réf. nécessaire]

### Agnus Dei
En héraldique, un agneau de Dieu (ou agneau pascal, ou agnus Dei) est un agneau marchant, une patte levée, coiffé d'un halo, avec en arrière-plan une crosse surmontée de la croix de saint Georges.
Les sceaux des maîtres du temple en Angleterre Richard de Hastings en 1160-1185, Aimery de Sainte-Maure en 1200, Robert de Sandford en 1241 et Guillaume de la More en 1304, sont dotés de l'agnus dei.
L'observation de la face d'un sceau utilisé par le maître Guillaume de la More rejoint ce qui est détaillé ci-dessus. L'envers en revanche, perlé à son bord, montre sur la droite le buste d'un homme barbu portant une cape, avec la légende : « testis sum agni » (« Je suis un témoin de l'agneau » ) et Guillaume de la more, stylisé en frère Willelmus de la More miliciae. Le sceau est appelé commune sigillum capituli. Le sceau symbolique de leur vœu de pauvreté, montrant deux chevaliers montant le même cheval, apparaît n'avoir été utilisé qu'en France car aucun exemple n'existe en Angleterre.
Quelques-uns des sceaux des templiers anglais étaient des variantes de l'agneau pascal précité, dans le sens où à la place de la croix de saint Georges (et de la crosse), se trouvait parfois la bannière de bataille de l'ordre, le Baussant.

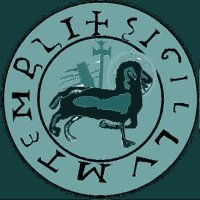
Sceau de Robert de Sandford, maître du temple en 1241
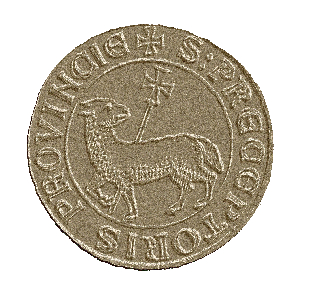
Sceau du grand-prieur de la Langue de Provence à Saint-Gille.
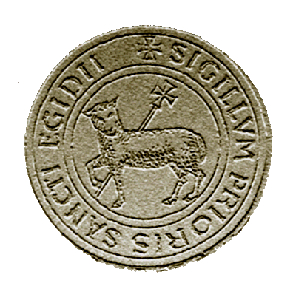
Sceau de l'hospitalier de Saint-Jean qui a succédé au Temple à Saint-Gille.

Autres sceaux:
- Sceau utilisé par Roncelin de Fos. Deuxième moitié du XIIIe siècle [4].
- Sceau templier datant de 1304, rond, l'agneau pascal avec bannière[5].

### Les deux chevaliers
- Pierre de Montaigu
- Bertrand de Blanquefort

#### Le Symbole
Le sceau templier montre deux chevaliers (peut-être Hugues de Payns et Godefroy de Saint-Omer) sur un seul cheval. Il existe plusieurs interprétations différentes à propos de la symbolique de ce sceau. Par exemple, une légende contemporaine avance que le symbole représente la pauvreté de l'ordre à son origine, que les templiers ne pouvaient se permettre qu'un seul cheval pour deux hommes. Pourtant, la règle de l'ordre depuis le début permet à chaque chevalier de posséder au maximum trois chevaux, ce qui rend improbable le fait de voir deux chevaliers partager le même cheval.
Mais au sommet de sa prospérité, l'ordre du Temple n'avait assez de fonds pour équiper qu'une centaine d'hommes en chevaux. Raison pour laquelle d'ailleurs y avait-il beaucoup de soldats à pied parmi les sergents de l'ordre.
La représentation de deux chevaliers sur un cheval a été largement utilisée :
- par Matthew Paris dans Chronica Majora ca 1250
- par un moine chroniqueur anglais de St. Albans dans Historia Anglorum.
- au moins à partir de 1156, date du sceau du maître de l'ordre Bertrand de Blanquefort[6].
- L'utilisation de ce symbole a perduré sous les maîtres suivants tant que l'ordre existait, même s'il y eut quelques modifications. Le sceau de Renaud de Vichiers, qui était maître du temple de 1250 à 1256, montre la même représentation, même s'il ne s'agit évidemment pas du même sceau.

#### La légende
Si on prête attention au texte, on peut remarquer des différences notables entre les différents sceaux des maîtres:
- Sceau de Bertrand de Blanquefort: sigillum militum sur la face, christi de templo sur l'envers
- Sceau de Renaud de Vichiers: sigillum militum xpisti.

Même si la phrase est écrite en latin, les deux premières lettres du nom du Christ sont les lettres grecques XP plutôt que les lettres latines CHR. L'origine du symbole XP remonte aux racines du christianisme, même s'il ne devint populaire qu'après que l'empereur Constantin Ier en a eu une vision, vision qui le poussa à se convertir au christianisme au début du IVe siècle. Au temps de Constantin, XP est devenu l'un des symboles du christianisme les plus significatifs, seulement surpassé par la croix elle-même. Son association très tôt avec l'armée en faisait le symbole parfait pour les Templiers. En fait, le symbole XP peut être également vu sur les boucliers des chevaliers sur le sceau de Renaud de Vichiers.

### Aigle
L'aigle est un oiseau héraldique de premier ordre symbolisant le courage, la détermination, la puissance et la grandeur. Il s'agit d'une des représentations les plus utilisées sur les boucliers héraldiques médiévaux, dénotant souvent une souveraineté impériale. Les romains utilisaient l'aigle comme enseigne et leur exemple a souvent été suivi. Il s'agit du symbole de la russie impériale, de l'empire d'Autriche-Hongrie, du Saint-Empire romain germanique, des États-Unis d'Amérique et des empereurs français.
L'aigle est généralement représentée de face, pattes et plumes de queue écartées, ailes ouvertes et plumes déployées (on dit vol déployé) et tête de profil, regardant à dextre, comme il se doit pour tout animal héraldiquement correct.
Une aigle à deux têtes (ou bicéphale) représente un homme d'action, occupé par des affaires importantes, ainsi qu'un homme d'esprit vif, ingénieux, et judicieux dans ses choix.

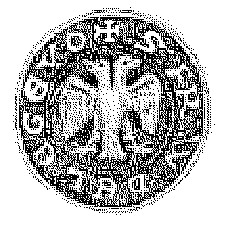
Aigle à deux têtes

Autres sceaux:
- Le sceau de Bertram von Esbeck, maître du temple en Allemagne en 1296, possède une aigle avec deux étoiles à six branches.

### Croix
- Aragon;Tortosa; Fin du XIIIe siècle, représentant une croix. Texte : SIGILLUM MILICIE TEMPLI IN DERTOSA
- Aragon;Alfambra; 1248. Cire brune, 30 mm. de diamètre, représentant une croix. Texte: ......LUM CASTRI....

#### Croix pattée
Il s'agit d'une croix ayant des bords plus larges à ses extrémités.

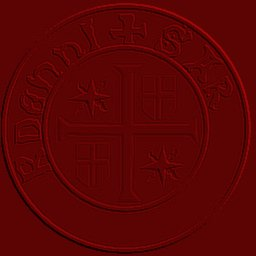
Sceau d'Arnauld de Banyuls; Aragon; Cire jaune, 27 mm de diamètre, représentant une croix avec des étoiles sur deux angles et des boucliers sur les deux autres angles. Texte: S. AR..........GARDENNI.
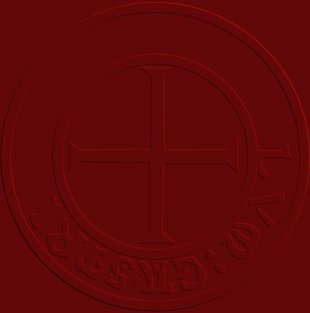
Sceau de Bernard de Montlor, 1248
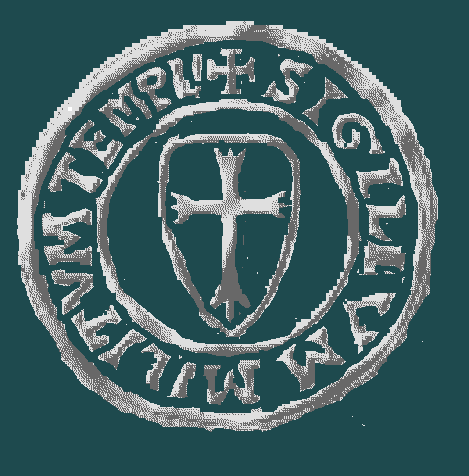
Les maîtres du Poitou ont utilisé ce sceau du milieu du XIIIe siècle jusqu'à la fin de l'ordre.

#### Croix pattée etfleur de lys

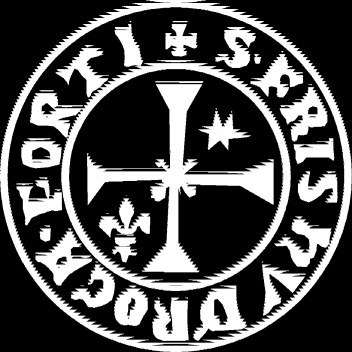
Sceau d'Hugues de Rochefort (Hugues de "ROCAFORTI"), 1204. Avec une étoile et une fleur de lys, cette croix était le sceau du Temple du précepteur.
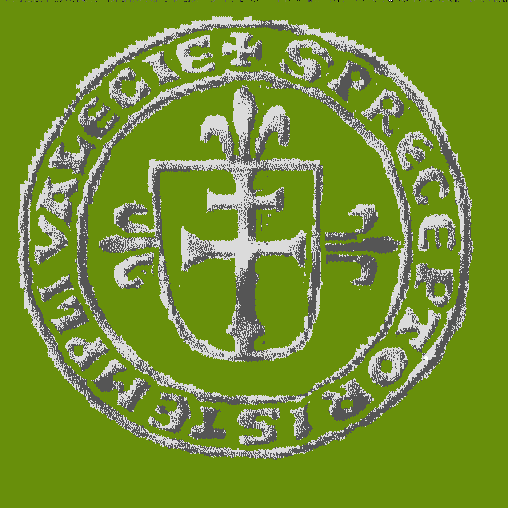
Le sceau du précepteur du Poitou, 1287. Texte: S PRECEPTORIS TEMPLI VALECLE.
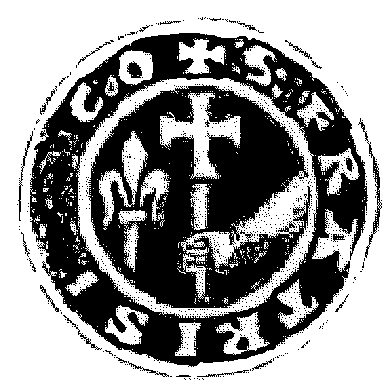
Sceau de Giraud de Chamaret tenant la croix du Temple, avec une fleur de lys. 1234.

Autres sceaux:
- Sceaux de Provence: les templiers de Roaix, Sérignan ...

### Chevalier à cheval
Le sceau de Roustan de Comps, commandeur de l'ordre du Temple à Richerenches, 1232, montre un chevalier à cheval portant un bouclier avec une croix : probablement saint Georges.

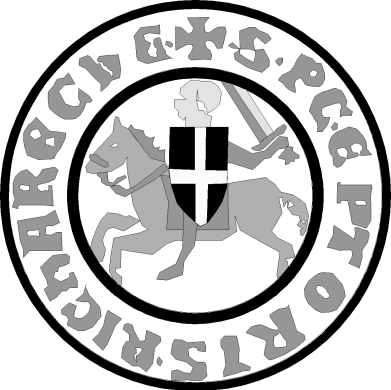
Sceau de Roustan de Comps

### Tête
Les sceaux de Widekind, maître du temple en Allemagne en 1271, et de Frederick Wildergrave, 1289, montrent la tête du Christ (ou celle de saint Jean le Baptiste selon d'autres opinions)

### Tour ou Château
Le sceau des officiels du Temple dans le Yorkshire vers 1300, montre une tour avec un toit pointu.

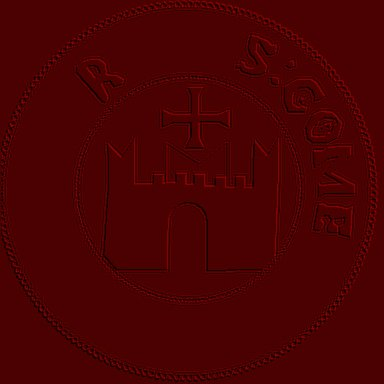
Sceau d'Arnau Despug, 1308.

Autres sceaux :
- Aragon; Monzón; Début du XIVe siècle. Montre un château avec trois tours, avec un griffon de chaque côté. Texte: S. CASTELL........ONI.
- Aragon; Huesca; Montre un château. Texte: S. DOM. TEMPLI DE OSCA
- Aragon; Barbará; Début du XIVe siècle. Cire jaune, 29 mm de diamètre, montre un château entre deux poissons. Texte: S. COMAND.....BARBERA

### Abrasax
Le mot Abrasax était gravé sur certaines pierres antiques, appelées alors pierres d'Abrasax, utilisées en tant qu'amulettes ou charmes par les sectes gnostiques. Les amulettes ou les sceaux portant la figure d'Abrasax étaient populaires au IIe siècle. Les Templiers utilisèrent aussi cette représentation au cours du XIIIe siècle.
La représentation qui est couramment associée à Abrasax est une chimère avec la tête d'un coq, le corps d'un homme, et des jambes faites de serpents et de scorpions. Elle tient un fouet et un bouclier, appelés Sagesse et Puissance. Occasionnellement, Abrasax était montré conduisant un char tiré par quatre chevaux, représentant probablement les quatre éléments.
- Paroles de Tertullien, à propos de la description d'Abrasax faite par Basilide:

"Alors voici ce que déclara l'hérétique Basilide. Il affirme qu'il y a une déité suprême, du nom d'Abrasax, par qui l'esprit a été créé, et qu'en grec il appelle Nous ; de là jaillit le mot ; de lui vinrent la providence, la vertu et la sagesse ; de ces dernières plus tard ont été créés les principes, les pouvoirs, et les anges; ont suivi les questions et les cortèges infinis des anges; par ces anges 365 cieux ont été formés ainsi que le Monde, en l'honneur d'Abrasax, dont le nom portait ce nombre. Maintenant, parmi les derniers des anges, ceux qui avaient formé ce monde, il place le dieu des Juifs qui, plus tard, serait le dieu de la Loi et celui des prophètes, dont il dénie donc le fait d'être un dieu mais affirme qu'il est un ange."

### Colombe

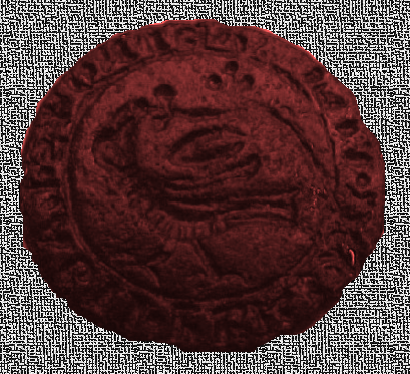
Sceau d'Étienne de Til-Chatel, seigneur de Pichanges, précepteur de La Fontenotte. Représentation d'une colombe, de dos et tenant une branche d'olivier dans son bec.

### Soleil et Lune

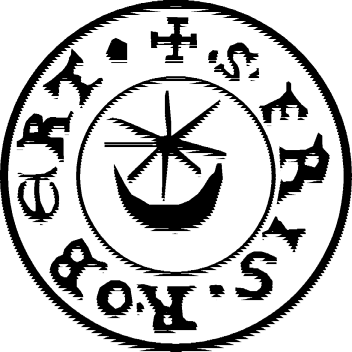
Robert de la terre de Retz. Sceau templier du XIIIe siècle, probablement du précepteur des commanderies de la Coudrie et de Biais. Découvert au XIXe siècle, dans la ville de Saint-Père-en-Retz, en Loire-Atlantique, sur le site de la commanderie de Biais[7],[8].

### Lion
- Un sceau de chevalier templier anglais en 1303 montre un lion d'Angleterre avec la croix pattée, un croissant de lune et des étoiles.
- Le sceau d'Otto de Brunswick, commandeur de Süpplingenburg, possède un lion.
- Aragon;Miravet; 1278, 1287. Représente un lion.

### Griffon
- Le sceau d'Hugues de Narzac sur lequel figure un griffon passant[9], acte de 1297 lorsqu'il était précepteur de la commanderie des Épeaux (1296-1307) située à Meursac[10]. Ce Templier fut également commandeur de Châteaubernard et d'Angles en 1295.
- Le sceau de Guillaume « de Peymes » en 1297, maître du temple en Hongrie et en Esclavonie[11] , possède un griffon ailé[réf. souhaitée].

### Insigne templier inhabituel (et non certifié)

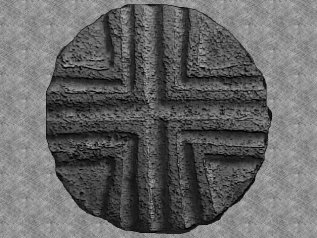
De la période d'Hugues de Payns. Sceau façonné à la main. Quelques empreintes assez semblables ont été retrouvées sur des documents officiels adressés à Hugues de Payns.